# Donatia
Donatia là một chi chứa 2 loài thực vật đệm (kiểu hình thái thực vật mọc rất thấp trên mặt đất) trong phân họ đơn chi Donatioideae. Trong quá khứ, chi Donatia đã có lúc từng được đặt trong họ Donatiaceae.
Phân họ Donatioideae lần đầu tiên được Johannes Mildbraed miêu tả trong chuyên khảo phân loại học năm 1908 của ông về họ Stylidiaceae. Phân họ này được tạo ra để phân biệt các khác biệt giữa 5 chi điển hình của Stylidiaceae (mà Mildbraed đặt trong phân họ Stylidioideae) với chi Donatia. Phân loại theo phân họ như thế thể hiện sự không chắc chắn phân loại học của chi Donatia, mà đôi khi vẫn được đặt trong họ của chính nó là Donatiaceae, hay thậm chí là trong họ khác, như Saxifragaceae. Sau 3 năm kể từ khi Mildbraed công bố phân họ Donatioideae, các tác giả khác bắt đầu đặt nghi vấn về vị trí của nó và cho rằng nên công nhận họ Donatiaceae tách biệt. Năm 1915, Carl Skottsberg chính thức công bố họ Donatiaceae.
Chi Donatia khác với các chi còn lại trong họ Stylidiaceae ở chõ nó có các nhị hoa và cánh hoa rời, khí khổng cận tế bào, và hình thái học phấn hoa khác với các chi kia. Do điều này cũng như dựa theo kết quả của một số nghiên cứu phát sinh chủng loài dựa vào các gen rbcL, nên các phân loại trong giai đoạn từ năm 2003 về trước tách chi Donatia ra thành họ riêng là Donatiaceae, do e ngại rằng việc gộp Donatia vào trong Stylidiaceae có thể gây nguy hiểm cho địa vị của nó như là một nhóm đơn ngành. Tuy nhiên, các phân tích này cũng đặt chi Donatia như là nhóm chị em với Stylidiaceae nghĩa hẹp và kết quả nghiên cứu của Lundberg và Bremer (2003) cho thấy việc gộp Donatia vào họ Stylidiaceae không làm mất tính đơn ngành của nó.

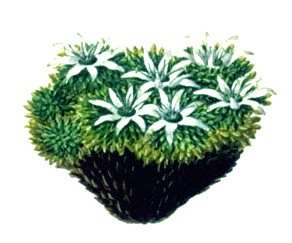
Hình vẽ Donatia fascicularis từ hải trình Endeavour của James Cook năm 1769.

Hệ thống APG II năm 2003 khuyến cáo gộp Donatia vào họ Stylidiaceae, nhưng cho phép công nhận nó như một họ tách ra tùy chọn (với danh pháp Donatiaceae). Tuy nhiên, tới khi hệ thống APG III được công bố năm 2009 thì tùy chọn này bị bãi bỏ.
Hai loài trong chi này có sự phân bố địa lý rộng. D. novae-zelandiae có trong các khu vực có kiểu khí hậu núi cao và cận núi cao tại New Zealand và Tasmania trong khi D. fascicularis là bản địa của môi trường sống tương tự tại miền Nam Nam Mỹ tới vĩ độ 40° Nam.